# Łęgi nad Nysą Łużycką
Łęgi nad Nysą Łużycką este o arie protejată (sit de importanță comunitară — SCI) din Polonia întinsă pe o suprafață de 449,91 ha, integral pe uscat.

## Localizare
Centrul sitului Łęgi nad Nysą Łużycką este situat la coordonatele 51°30′20″N 14°49′51″E / 51.5056°N 14.8308°E.

## Înființare
Situl Łęgi nad Nysą Łużycką a fost declarat sit de importanță comunitară în octombrie 2009 pentru a proteja 1 specie de plante și 4 specii de animale.

## Biodiversitate
Situată în ecoregiunea continentală, aria protejată conține 5 habitate naturale: Lacuri eutrofice naturale cu vegetație de tip Magnopotamion sau Hydrocharition, Liziere de ierburi înalte hidrofile de câmpie și de nivel montan până la alpin, Păduri de stejar și carpen Galio-Carpinetum, Păduri aluvionare cu Alnus glutinosa și Fraxinus excelsior (Alno-Padion, Alnion incanae, Salicion albae), Păduri mixte riverane de Quercus robur, Ulmus laevis și Ulmus minor, Fraxinus excelsior sau Fraxinus angustifolia, de-a lungul marilor râuri (Ulmenion minoris).
La baza desemnării sitului se află mai multe specii protejate:
- plante (1): Luronium natans
- mamifere (1): liliac comun (Myotis myotis)
- nevertebrate (1): Ophiogomphus cecilia
- pești (2): zvârluga (Cobitis taenia), Romanogobio albipinnatus